# Heinrich Gottlieb Ludwig Reichenbach
Heinrich Gottlieb Ludwig Reichenbach (Lipcse, 1793. január 8. – Drezda, 1879. március 17.) német botanikus és ornitológus. Botanikai szakmunkákban nevének rövidítése: „Rchb.”. Zoológiai szakmunkákban nevének rövidítése: „Reichenbach”.

## Életútja
Apja Johann Friedrich Jakob Reichenbach, az első görög-német szótár (1818) szerzője volt. Fia, Heinrich Gustav Reichenbach, szintén botanikus volt, kiváló orchidea-specialista.
Reichenbach Lipcsében született. 1810-től orvostudományt és természettudományokat hallgatott a Lipcsei Egyetemen. 1818-tól egyetemi előadó. 1820-ban a Leopoldina Német Természettudományos Akadémia tagjává választották. Ebben az évben kinevezték a drezdai természettudományi múzeum igazgatójának, és a drezdai sebészorvosi akadémia professzorává; 1862-ig, az akadémia feloszlatásáig itt is maradt. Később a drezdai botanikus kert alapítója, a drezdai állatkert alapítói között is ott volt. A múzeum állattani gyűjteménye majdnem teljesen elpusztult az 1849 májusában, amikor a forradalommal kapcsolatos hadműveletek során véletlenül a Zwinger-palota egyes részei is tűz martalékai lettek. Reichenbach néhány év alatt képes volt pótolni a gyűjteményt, gyűjtése ma is a múzeum anyagának alapját képezi.
Reichenbach termékeny szerző és tehetséges rajzoló volt. Munkái között megtalálható a tíz kötetes Iconographia Botanica seu Plantae criticae (1823-32) és a Handbuch der speciellen Ornithologie (1851-54).
Személye előtti tisztelgésként egy növényfajt: Viola reichenbachiana Jord. ex Bor. (syn. V. sylvatica (Hartm.) Fr. ex Hartm. and V. sylvestris Lam. p.p.) (erdei ibolya) és egy növénynemzetséget (Reichenbachia) neveztek el róla. A Reichenbach-nektármadár (Anabathmis reichenbachii) szintén róla kapta a nevét.

## Publikációi
- Flora germanica excursoria (1830-32, 2 kötet)
- Flora exotica (1834-36)
- Flora germanica exsiccata (1830-45)
- Übersicht des Gewächsreichs und seiner natürlichen Entwickelungsstufen (1828)
- Handbuch des natürlichen Pflanzensystems (1837)
- Das Herbarienbuch (1841)
- Abbildung und Beschreibung der für Gartenkultur empfehlenswerten Gewächse (1821-26, 96 táblával)
- Monographia generis Aconiti (1820, 19 táblával)
- Illustratio specierum Aconiti generis (1823-27, 72 táblával)
- Iconographia botanica s. plantae criticae (1823-1832, 1000 táblával)
- Iconographia botanica exotica (1827-30)
- Regnum animale (1834-36, 79 táblával)
- Deutschlands Fauna (1842, 2 kötet)
- Vollständigste Naturgeschichte des In- und Auslandes (1845-54, 2 rész, 9 kötet, több mint 1000 táblával)

## Fordítás
- Ez a szócikk részben vagy egészben a Ludwig Reichenbach című angol Wikipédia-szócikk ezen változatának fordításán alapul.  Az eredeti cikk szerkesztőit annak laptörténete sorolja fel. Ez a jelzés csupán a megfogalmazás eredetét és a szerzői jogokat jelzi, nem szolgál a cikkben szereplő információk forrásmegjelöléseként.